# Петров, Юрий Александрович (политик)
Юрий Алекса́ндрович Петро́в (род. 10 апреля 1947) — российский юрист, депутат Государственной Думы VI, VII и VIII созывов от партии «Единая Россия», первый заместитель председателя Комитета ГД по вопросам собственности (2016—2021).  Руководитель Федерального агентства по управлению государственным имуществом (Росимущество) (2008 — 2011). Член совета директоров ОАО «Роснефть» (2008 — 2011). Кандидат юридических наук. Действительный государственный советник РФ I класса (2009).
Из-за вторжения России на Украину, находится в санкционных списках Евросоюза, США, Великобритании и ряда других стран.

## Биография
Юрий Петров родился 10 апреля 1947 года в г. Ленинграде.
В 1965—1966 гг. работал учеником слесаря‑сборщика на Ломоносовском ремонтно‑механическом заводе.
С 1966 по 1991 год — студент, аспирант, ассистент, доцент Ленинградского государственного университета. В 1971 году с отличием окончил юридический факультет Ленинградского государственного университета по специальности «правоведение». В 1975 г. в ЛГУ защитил диссертацию на соискание ученой степени кандидата юридических наук на тему «Гражданин и должностное лицо в советском государстве».
С 1991 по 1995 год работал юристом в компании «Прибой» в Санкт‑Петербурге. С 1995 по 2000 год вёл адвокатскую практику в Санкт‑Петербургской коллегии адвокатов. В 2000—2002 годах — доцент юридического факультета Санкт‑Петербургского государственного университета.
С августа 2002 года Юрий Петров работал в Российском фонде федерального имущества (РФФИ) советником Председателя, начальником Правового управления. 9 сентября 2004 года был назначен заместителем председателя РФФИ (координировал и контролировал деятельность Управления бухгалтерского учёта и отчетности и Управления финансового контроля). 4 октября 2004 года был назначен временно исполняющим обязанности Председателя Российского фонда федерального имущества, 12 апреля 2006 года — председателем Российского фонда федерального имущества.
26 мая 2008 года Юрий Петров назначен руководителем Федерального агентства по управлению государственным имуществом (Росимущество), на которое были возложены полномочия РФФИ.
С июня 2008 г по сентябрь 2011 г. входит в состав совета директоров компании «Роснефть», с июня 2009 года находится в должности заместителя председателя совета. 13 сентября 2011 года Маттиас Варниг избран в состав совета директоров компании «Роснефть» вместо Петрова.
В связи с избранием депутатом Государственной Думы освобожден от должности руководителя Росимущества (Распоряжение Правительства Российской Федерации от 20 декабря 2011 г. № 2243-р).
Член Комиссии при президенте РФ по вопросам стратегии развития топливно-энергетического комплекса и экологической безопасности (с 2012 г.).
Член попечительского совета московского регбийного клуба «Динамо».
Соавтор книги «Правовая борьба с пьянством и алкоголизмом» (1987).

### Государственная дума
В 2011—2016 годах депутат Государственной думы РФ VI созыва, первый заместитель председателя комитета ГД по вопросам собственности. На выборах 4 декабря 2011 г. баллотировался по списку «Единой России» (восьмой номер в региональной группе № 78, Санкт-Петербург). По итогам выборов в ГосДуму не прошёл. Депутатский мандат получил третий номер региональной группы директор НИИ скорой помощи им. Джанелидзе Сергей Багненко, однако он отказался от места в нижней палате парламента. 15 декабря 2011 г. Юрию Петрову был передан освободившийся мандат Багненко, он был зарегистрирован депутатом 19 декабря.
В 2016—2021 годах депутат Государственной думы РФ VII созыва. По итогам парламентских выборов 18 сентября 2016 г. в Госдуму не прошёл (баллотировался по списку «Единой России»; третий номер в региональной группе № 36, Санкт-Петербург). 28 сентября 2016 г. получил мандат первого номера региональной группы губернатора Санкт-Петербурга Георгия Полтавченко, который остался на своей должности. 30 сентября 2016 г. Юрий Петров был зарегистрирован депутатом. Вошёл в состав фракции «Единой России». Был первым заместителем председателя комитета ГД по природным ресурсам, собственности и земельным отношениям.
С 2021 года депутат Государственной думы РФ VIII созыва. 19 сентября 2021 г. Юрий Петров участвовал в выборах депутатов Госдумы по федеральному списку партии «Единая Россия». Баллотировался под четвёртым номером в составе региональной группы № 42 (Санкт-Петербург). По итогам распределения мандатов место в новом созыве Госдумы не получил. 27 октября 2021 получил мандат депутата Государственной Думы РФ VIII созыва от «Единой России», от которого отказался Александр Авдеев в связи с назначением врио губернатора Владимирской области.
С 2011 по 2021 год, в течение исполнения полномочий депутата Государственной Думы VI и VII созывов, выступил соавтором 32 законодательных инициатив и поправок к проектам федеральных законов.

## Санкции
23 февраля 2022 года внесён в санкционные списки стран Евросоюза за действия и политику, которые подрывают территориальную целостность, суверенитет и независимость Украины и ещё больше дестабилизируют Украину.
24 февраля 2022 года включён в санкционный список Канады «близких соратников режима» за голосование о признании независимости «так называемых республик в Донецке и Луганске».
24 марта 2022 года, на фоне вторжения России на Украину, включён в санкционный список США за «соучастие в войне Путина» и «поддержку усилий Кремля по вторжению в Украину», Госдеп США заявил что депутаты Госдумы используют свои полномочия для преследования инакомыслящих и политических оппонентов, нарушают свободу информации, ограничивают права человека и основные свободы граждан России.
Позднее, по аналогичным основаниям, включён в санкционные списки Великобритании, Швейцарии, Австралии, Японии, Украины и Новой Зеландии.

###### Уголовное преследование
22 марта 2023 года украинский суд заочно приговорил Петрова к 15 годам лишения свободы с конфискацией имущества по статье о посягательстве на территориальную целостность и неприкосновенность Украины.

## Сведения о доходах и собственности
Согласно официальной декларации, Петров вместе с супругой получил в 2011 году доход в размере более 28,8 миллионов рублей. Семье принадлежит земельный участок, жилой и гостевой дома, квартира, автомобиль и лодка.

## Награды и премии
- Орден «За заслуги перед Отечеством» III степени (18 мая 2017 года) — за большой вклад в укрепление российской государственности, развитие парламентаризма и активную законотворческую деятельность[23]
- Орден «За заслуги перед Отечеством» IV степени (10 апреля 2007 года) — за большой вклад в развитие системы преобразования отношений собственности и многолетнюю добросовестную работу[24]
- Орден Святого благоверного князя Даниила Московского II степени[2].
- Почетная грамота Правительства РФ (2012)[2].
- Медаль Столыпина II степени.

## Семья
Женат, трое детей. Отец — Петров Александр Тимофеевич, мать — Петрова Лидия Степановна, жена — Петрова Ирина Евгеньевна, дети: Василий, Алина, Елена.